# Tongkonan

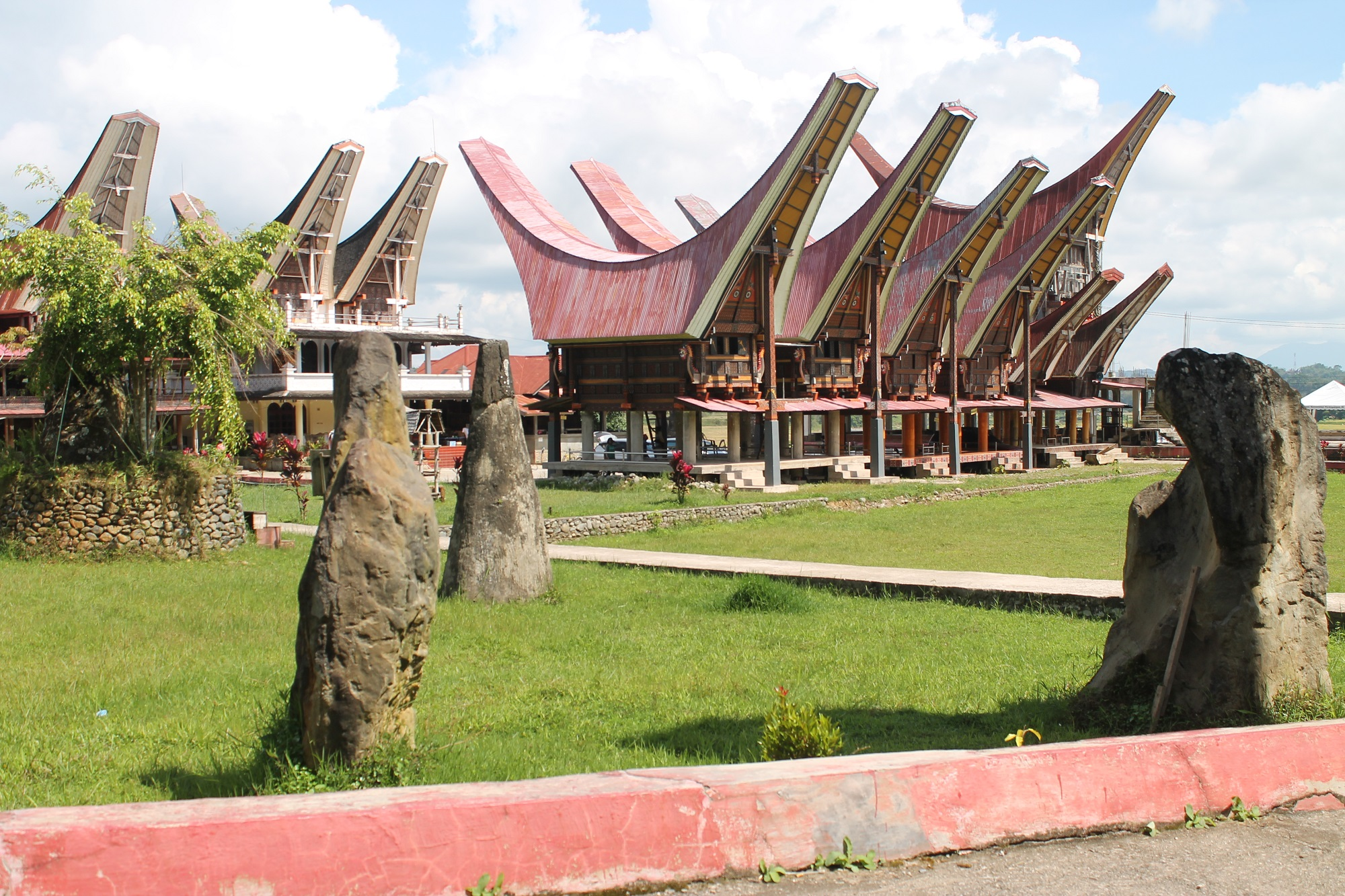
Tongkonany v muzeu Ne'Gandeng

Tongkonan je typ reprezentačního rodového sídla, které staví Toradžové na ostrově Sulawesi. Patří mezi rumah adat, jak se v Indonésii nazývají památky předkoloniální architektury.
Dům je postaven na sloupech z tvrdého dřeva, které obyvatele chrání před zvěří. Má obdélníkový půdorys, který je obvykle orientován severojižním směrem. Rozměrná sedlová střecha je zhotovena z bambusu a ratanu a má výrazně prodloužené štíty, které jí dávají tvar lodi. Stěny jsou zdobeny řezbami a malbami, ve štítě jsou zavěšeny buvolí rohy symbolizující blahobyt. Prkna se tradičně spojovala systémem pero a drážka, avšak na novějších stavbách se již používají hřebíky a někdy i pozinkovaný plech jako střešní krytina. V sousedství domu stojí rodinná sýpka na rýži zvaná alang.
Stavba plnila pro rodinu především společenskou funkci, její název je odvozen od slova tongkon, tzn. „sedět“. Toradžové patří k etnikům, která Claude Lévi-Strauss označil jako sociétés à maison (společenství založená na domech). Budova je odznakem společenského postavení a existují tři kategorie: tongkonan layuk pro náčelníka, tongkonan pekaindoran pro jeho blízké příbuzné a tongkonan batu pro širší rodinu. Prostým Toradžům jsou pak určena skromnější obydlí zvaná banua. Tongkonan je podle tradičního náboženství Aluk Todolo zmenšeným modelem vesmíru a odehrávají se v něm rituály spojené s kultem předků. Podle pověsti první dům postavil stvořitel Puang Matua a podoba střechy odkazuje k lodím prvních osadníků, kteří připluli na Sulawesi. 
Tongkonany se nacházejí především v oblasti Tana Toraja v hornatém vnitrozemí indonéské provincie Jižní Sulawesi a jsou vyhledávanou turistickou atrakcí. Mladá generace však již dává přednost bydlení v moderních domech a tongkonany udržuje jen z prestižních důvodů (prodat nebo zastavit dům po předcích je podle místní morálky vážným prohřeškem).